# Liêu Trai kỳ nữ
Liêu Trai kỳ nữ (giản thể: 聊斋奇女子; phồn thể: 聊齋奇女子; bính âm: Liao Zhai Qi Nü Zi) là một bộ phim Trung Quốc được hãng phim truyền hình Thượng Hải Đường nhân sản xuất năm 2007. Bộ phim được trình chiếu lần đầu tiên vào tháng 6 năm 2007. Bộ phim được chuyển thể từ 4 câu chuyện là: Liên Thành, Tân Thập Tứ Nương, Hoạn Nương, Hiệp Nữ trong tác phẩm Liêu trai chí dị của nhà văn Bồ Tùng Linh . Phần trước của phim, Liêu Trai, đã được phát sóng vào năm 2005.

## Nội dung

### Liên Thành
Trong kinh thành có 2 đại Sử gia, luôn luôn tranh đấu. Sử Hiếu Liêm gia có cô con gái tên Liên Thành. Cùng con gái Sử Thái Thủ gia - Tân Nương, cũng trở thành một cặp oan gia cái gì cũng đối đầu nhau. Trong một lần tình cờ, cả hai nàng cùng gặp được một chàng thư sinh tên Kiều Sinh. Kiều Sinh tài nghệ xuất chúng, tâm địa lương thiện khiến cả hai đều thầm thương trộm nhớ. Kiều Sinh vừa yêu thích bản tính dịu dàng của Liên Thành, vừa ngưỡng mộ sự lanh lợi, cởi mở của Tân Nương. Nhưng chàng không thể cùng lúc lấy cả hai làm vợ, bản thân bị rơi vào thế tiến thoái lưỡng nan. Lúc đó, con trai Cự Giả - Vương Hóa Thành cũng muốn lấy Liên Thành làm vợ.

### Hoạn Nương
Hoạn Nương và Ôn Như Xuân yêu nhau say đắm, nhưng vì Như Xuân chỉ là một kép hát nên bị gia đình Hoạn Nương là một phú hộ giàu có ngăn cản. Đồng thời Hoạn Nương bị cha ép gả cho công tử giàu có họ Tiền. Vì quá đau khổ khi không đến được với nhau Như Xuân và Hoạn Nương quyết định uống thuốc độc tự tử, sau khi Hoạn Nương uống, Như Xuân chợt nhớ ra ở nhà có ba mẹ già chưa chăm sóc nên nôn thuốc ra. Sau một thời gian, cha mẹ Như Xuân cũng chết và anh muốn theo Hoạn Nương, nhưng bị một tai nạn xảy ra, anh trở thành phế vật và bị mất trí nhớ. Hoạn Nương vì không đợi được Như xuân ở suối vàng nên đã quay về tìm người bội tình.

## Diễn viên

### 1.Liên Thành (连城)
- Phạm Văn Phương vai Liên Thành
- Ngô Kỳ Long vai Kiều Sinh
- Cù Dĩnh vai Tân Nương
- Miêu Hải Trung vai Vương Hóa Thành

### 2.Tân Thập Tứ Nương (辛十四娘)
- Lưu Thi Thi vai Tân Thập Tứ Nương
- TAE vai Phùng Sinh
- Lý Thanh vai Lục Nhi
- Hà Kiến Trạch vai Sở công tử
- Hàn Hiểu vai Hồ Mai
- Đặng Lập Dân vai cha của Tân Thập Tứ Nương
- Tống Phong Nham vai Hoàng đế

### 3.Hiệp Nữ (侠女)
- Lâm Gia Vũ vai Hiệp Nữ - Mộ Nga
- Trần Hiểu Đông vai Cố Tương Như
- Tào Hy Văn vai Lâm Nguyệt Phù
- Tôn Hưng vai Lâm Thái Thọ
- Tống Dương vai Phương Du Quý

### 4.Hoạn Nương (宦娘)
- Tôn Lợi vai Triệu Hoạn Nương
- Phan Việt Minh vai Ôn Như Xuân
- Lưu Hiểu Khiết vai Lương Công
- Liên Khải vai Thanh công tử
- Tống Phong Nham vai Tiền công tử - Tiền Tử Hoắc